# Villiers-le-Duc
Pour les articles homonymes, voir Villiers et Leduc.
Villiers-le-Duc est une commune française située dans le département de la Côte-d'Or en région Bourgogne-Franche-Comté.

## Géographie

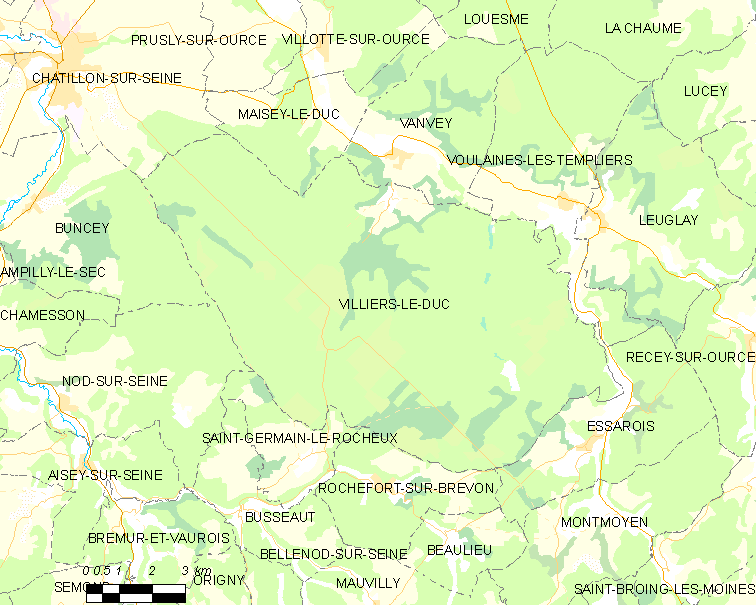

La superficie de Villiers-le-Duc, la commune la plus étendue de la Côte-d'Or, est de 84,3 km2 avec une altitude minimum de 252 mètres et un maximum de 417 mètres.

### Hydrographie
La commune est irriguée par la Digeanne.

### Climat
Pour des articles plus généraux, voir Climat de la Bourgogne-Franche-Comté et Climat de la Côte-d'Or.
En 2010, le climat de la commune est de type climat des marges montargnardes, selon une étude du Centre national de la recherche scientifique s'appuyant sur une série de données couvrant la période 1971-2000. En 2020, Météo-France publie une typologie des climats de la France métropolitaine dans laquelle la commune est exposée à un climat océanique altéré et est dans la région climatique  Lorraine, plateau de Langres, Morvan, caractérisée par un hiver rude (1,5 °C), des vents modérés et des brouillards fréquents en automne et hiver. 
Pour la période 1971-2000, la température annuelle moyenne est de 10,1 °C, avec une amplitude thermique annuelle de 15,9 °C. Le cumul annuel moyen de précipitations est de 918 mm, avec 12,7 jours de précipitations en janvier et 8,8 jours en juillet. Pour la période 1991-2020, la température moyenne annuelle observée sur la station météorologique de Météo-France la plus proche, « Châtillon/Seine », sur la commune de Châtillon-sur-Seine à 11 km à vol d'oiseau, est de 10,8 °C et le cumul annuel moyen de précipitations est de 832,8 mm,. Pour l'avenir, les paramètres climatiques de la commune estimés pour 2050 selon différents scénarios d'émission de gaz à effet de serre sont consultables sur un site dédié publié par Météo-France en novembre 2022.

## Urbanisme

### Typologie
Au 1er janvier 2024, Villiers-le-Duc est catégorisée commune rurale à habitat dispersé, selon la nouvelle grille communale de densité à 7 niveaux définie par l'Insee en 2022.
Elle est située hors unité urbaine. Par ailleurs la commune fait partie de l'aire d'attraction de Châtillon-sur-Seine, dont elle est une commune de la couronne,. Cette aire, qui regroupe 60 communes, est catégorisée dans les aires de moins de 50 000 habitants,.

### Occupation des sols
L'occupation des sols de la commune, telle qu'elle ressort de la base de données européenne d’occupation biophysique des sols Corine Land Cover (CLC), est marquée par l'importance des forêts et milieux semi-naturels (97,1 % en 2018), une proportion identique à celle de 1990 (97,1 %). La répartition détaillée en 2018 est la suivante : 
forêts (92,9 %), milieux à végétation arbustive et/ou herbacée (4,2 %), terres arables (1,9 %), prairies (0,6 %), zones agricoles hétérogènes (0,4 %). L'évolution de l’occupation des sols de la commune et de ses infrastructures peut être observée sur les différentes représentations cartographiques du territoire : la carte de Cassini (XVIIIe siècle), la carte d'état-major (1820-1866) et les cartes ou photos aériennes de l'IGN pour la période actuelle (1950 à aujourd'hui).

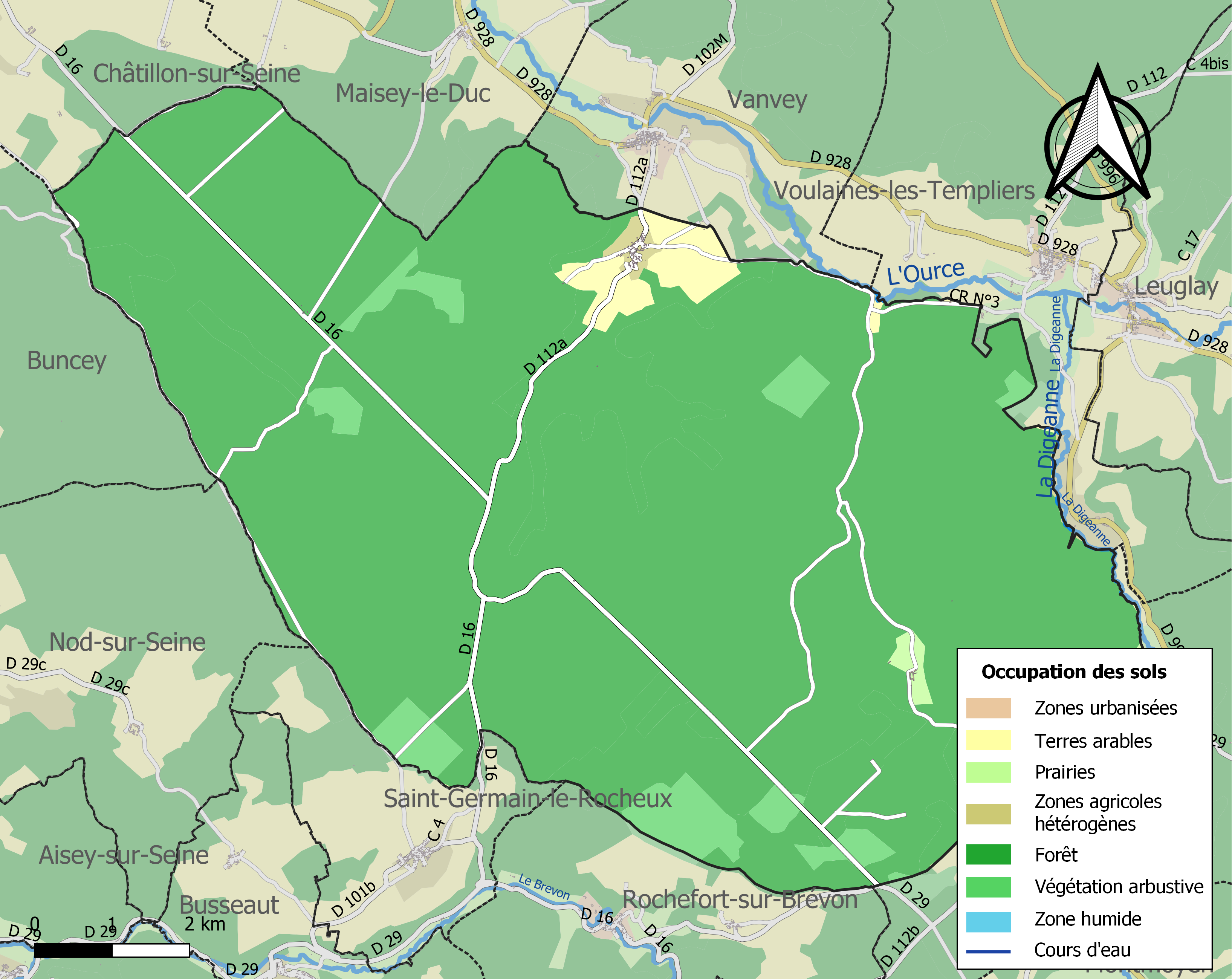
Carte des infrastructures et de l'occupation des sols de la commune en 2018 (CLC).

## Toponymie
Du latin villare, désignant une partie de la villa, du domaine, « un écart, un hameau ».

## Histoire

### Antiquité
Plusieurs dizaines de tumulus fouillés, les vestiges d'un fanum lingon au Tremblois et une cinquantaine de villas identifiées attestent d'un peuplement constant du Hallstatt à la période gallo-romaine.

### Moyen Âge
Villiers-de-Duc devient une place importante dans la seconde partie du XIIe siècle. Dès 1153 une forteresse est édifiée par Eudes II (1118-1162) pour faire face aux prétentions des évêques de Langres et les premiers bâtiments de l'abbaye du Val des Choues sont achevés en 1193. Sa charte de fondation due à Eudes III (1166-1218) est approuvée par bulle pontificale d'Innocent III.
En 1477 le château est détruit sur l'ordre de Louis XI et il n'en subsiste que la chapelle intégrée dans le chœur de l'église du village.

### Époque moderne
Le château actuel est construit à l'emplacement de l'ancien à partir de 1622 par Pierre des Barres héritier de la seigneurie de Villiers-le-Duc. Les deux ailes s'y ajoutent en 1657 ainsi que la haute toiture en tuiles vernissées. Il passe à la famille Morel, une ancienne famille de Châtillon-sur-Seine, en 1755. L'abbaye en déclin est rattachée en 1761 à l'abbaye cistercienne de Saint-Lieu de Sept-Fons.
Sous la Convention (1792-1795) la commune porte le nom de Villiers-la-Forêt. L'abbaye est alors fermée et ses édifices religieux servent de carrière. Au milieu du XIXe siècle Villiers compte encore près de 500 habitants.

### Époque contemporaine

#### Passé ferroviaire du village
|  |  |  |

De 1882 au 2 mars 1969, la commune  a été desservie par la ligne de chemin de fer de Troyes à Gray, qui, venant de la gare de Prusly-Villottes, commune aux villages de Prusly-sur-Ource et de Villotte-sur-Ource, suivait le cours de l'Ource, contournait le village de Vanvey par le nord, s'arrêtait à la gare de Venvey-villiers, et ensuite se dirigeait vers la gare  de Leuglay-Voulaines, communes aux villages de Leuglay et de Voulaines-les-Templiers.

Comme au moment de la création de la ligne, chaque village voulait sa gare, le Conseil général pour satisfaire tout le monde, baptisait la gare du nom de deux communes, Gare de Vanvey-Villiers.

La gare était située à environ 2 km  au nord du village de Vanvey. Le bâtiment, en mauvais état, existe encore de nos jours.

L'horaire ci-dessus montre qu'en 1914, 4 trains s'arrêtaient chaque jour  à la gare de Vanvey-Villiers  dans le sens Troyes-Gray et 4 autres dans l'autre sens.

A une époque où le chemin de fer était le moyen de déplacement le plus pratique, cette ligne connaissait un important trafic de passagers et de marchandises. 
	
À partir de 1950, avec l'amélioration des routes et le développement du transport automobile, le trafic ferroviaire a périclité et la ligne a été fermée le 2 mars 1969 au trafic voyageurs. Encore en place, elle est utilisée épisodiquement pour un service de maintenance.

#### Seconde Guerre mondiale
Pendant la guerre de 1940 la forêt de Villiers sert de refuge à la Résistance dont 37 membres sont exécutés en représailles. Un monument a été élevé au principal carrefour forestier.
Parti du Yorkshire et au retour d'une mission sur l'Italie, un bombardier lourd quadrimoteur Handley-Page Halifax de la Royal Air Force s'écrase sur la commune le 11 décembre 1942, probablement atteint par des défenses anti-aériennes. Les sept membres de l'équipage anglo-canadien sont tués et inhumés dans le carré militaire du cimetière de la chapelle Saint-Phal. Une stèle a été érigée à 100 m au sud du lieu du crash.

## Politique et administration
| Période                                  | Période  | Identité             | Étiquette | Qualité           |
| ---------------------------------------- | -------- | -------------------- | --------- | ----------------- |
| 1971                                     | 1977     | François de Villiers | -         | -                 |
| 1977                                     | 1983     | Lucienne Cailletet   | -         | -                 |
| 1983                                     | 2001     | Jacques Guérin       | -         | -                 |
| 2001                                     | en cours | Nicolas Schmit       | DVD       | Chef d'entreprise |
| Les données manquantes sont à compléter. |          |                      |           |                   |

Villiers-le-Duc fait partie de l'arrondissement de Montbard, du canton de Châtillon-sur-Seine et de la communauté de communes du pays châtillonnais.

## Démographie
L'évolution du nombre d'habitants est connue à travers les recensements de la population effectués dans la commune depuis 1793. Pour les communes de moins de 10 000 habitants, une enquête de recensement portant sur toute la population est réalisée tous les cinq ans, les populations de référence des années intermédiaires étant quant à elles estimées par interpolation ou extrapolation. Pour la commune, le premier recensement exhaustif entrant dans le cadre du nouveau dispositif a été réalisé en 2004.

En 2022, la commune comptait 111 habitants, en évolution de +37,04 % par rapport à 2016 (Côte-d'Or : +0,82 %, France hors Mayotte : +2,11 %).
| 1793 | 1800 | 1806 | 1821 | 1836 | 1841 | 1846 | 1851 | 1856 |
| ---- | ---- | ---- | ---- | ---- | ---- | ---- | ---- | ---- |
| 364  | 409  | 422  | 442  | 472  | 447  | 437  | 459  | 406  |

| 1861 | 1866 | 1872 | 1876 | 1881 | 1886 | 1891 | 1896 | 1901 |
| ---- | ---- | ---- | ---- | ---- | ---- | ---- | ---- | ---- |
| 363  | 341  | 339  | 305  | 270  | 275  | 244  | 213  | 230  |

| 1906 | 1911 | 1921 | 1926 | 1931 | 1936 | 1946 | 1954 | 1962 |
| ---- | ---- | ---- | ---- | ---- | ---- | ---- | ---- | ---- |
| 241  | 309  | 186  | 213  | 213  | 228  | 150  | 134  | 140  |

| 1968 | 1975 | 1982 | 1990 | 1999 | 2004 | 2006 | 2009 | 2014 |
| ---- | ---- | ---- | ---- | ---- | ---- | ---- | ---- | ---- |
| 129  | 112  | 100  | 118  | 135  | 129  | 125  | 103  | 84   |

| 2019 | 2022 | - | - | - | - | - | - | - |
| ---- | ---- | - | - | - | - | - | - | - |
| 100  | 111  | - | - | - | - | - | - | - |

## Culture locale et patrimoine

### Lieux et monuments
- Monument de la Forêt. Au lieu de la résistance du Châtillonnais, où 37 maquisards furent tués le 10 juin 1944 lors de la bataille de la forêt de Châtillon[25].
- l'église Saint-Jean Baptiste  Inscrit MH (1988) et ses fresques redécouvertes  Classé MH (1995)[26].
- le château du XVIIe siècle  Inscrit MH (1997)[27], avec toiture en tuiles vernissées de Bourgogne. Construit en 1622[28] par Pierre des Barres, conseiller d'État et président du parlement de Bourgogne sur un fief hérité de son grand-père paternel Marc Fyot, seigneur de Villiers-le-Duc. Il renferme une partie des boiseries classées monument historique  Classé MH issues de la maison forte de Courcelles de Nicolas Rolin[29].
- le fanum lingon du Tremblois, ensemble cultuel complet de la fin de l'âge du fer et de la période gallo-romaine avec son enclos et un ensemble de bâtiments à usage de boutiques[30].

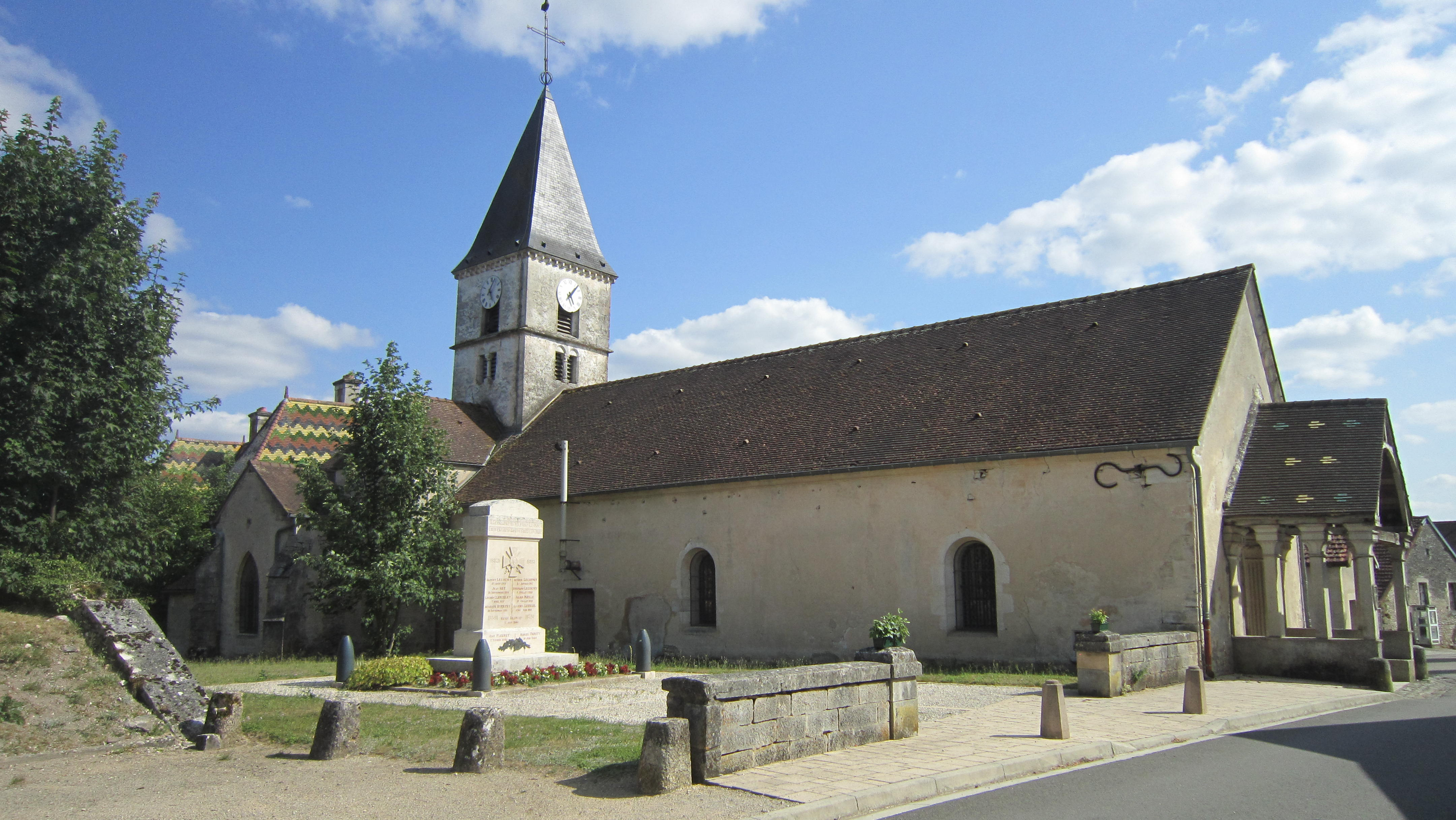
Eglise Saint-Jean Baptiste
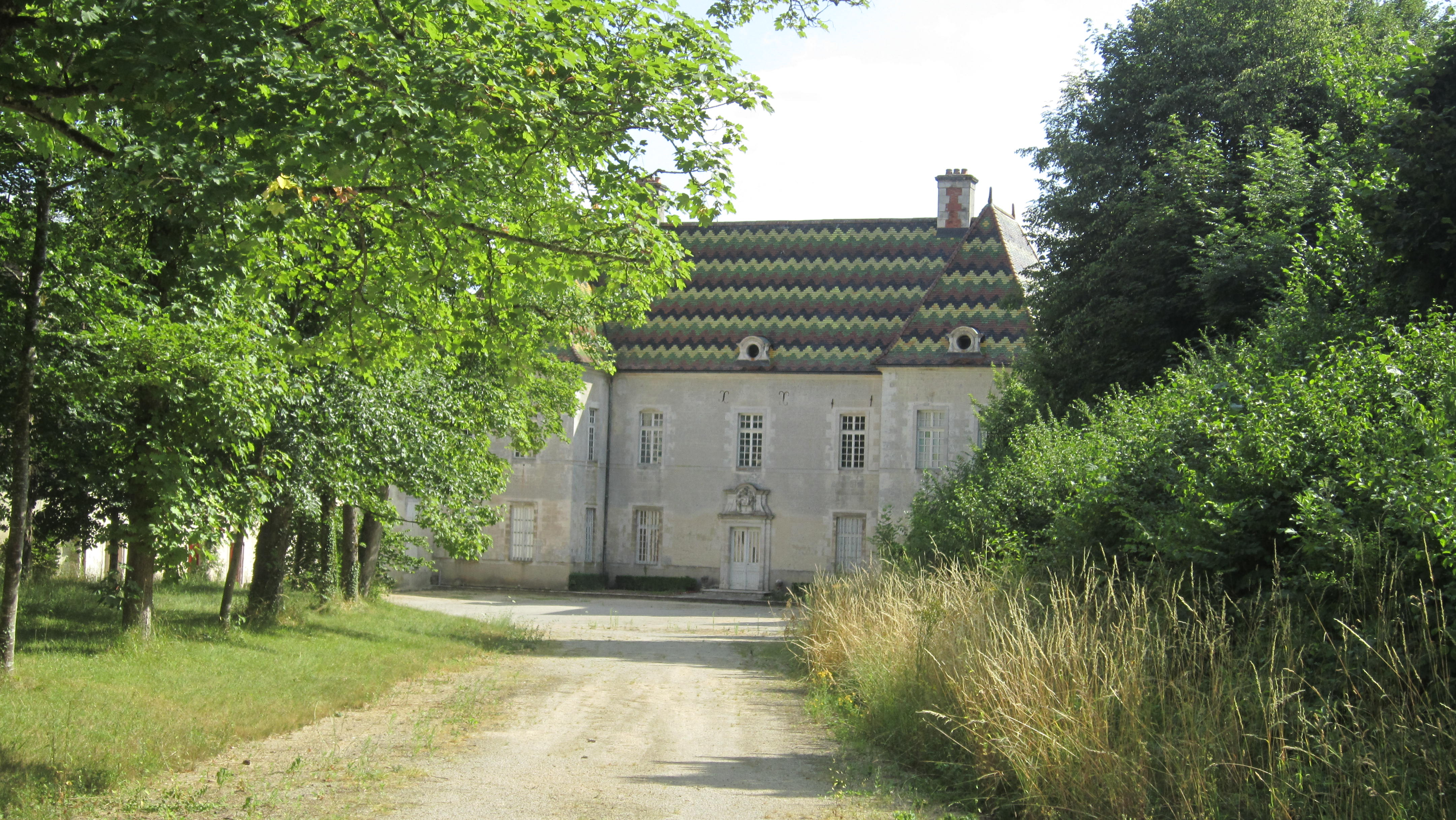
Château de Villiers-le-Duc
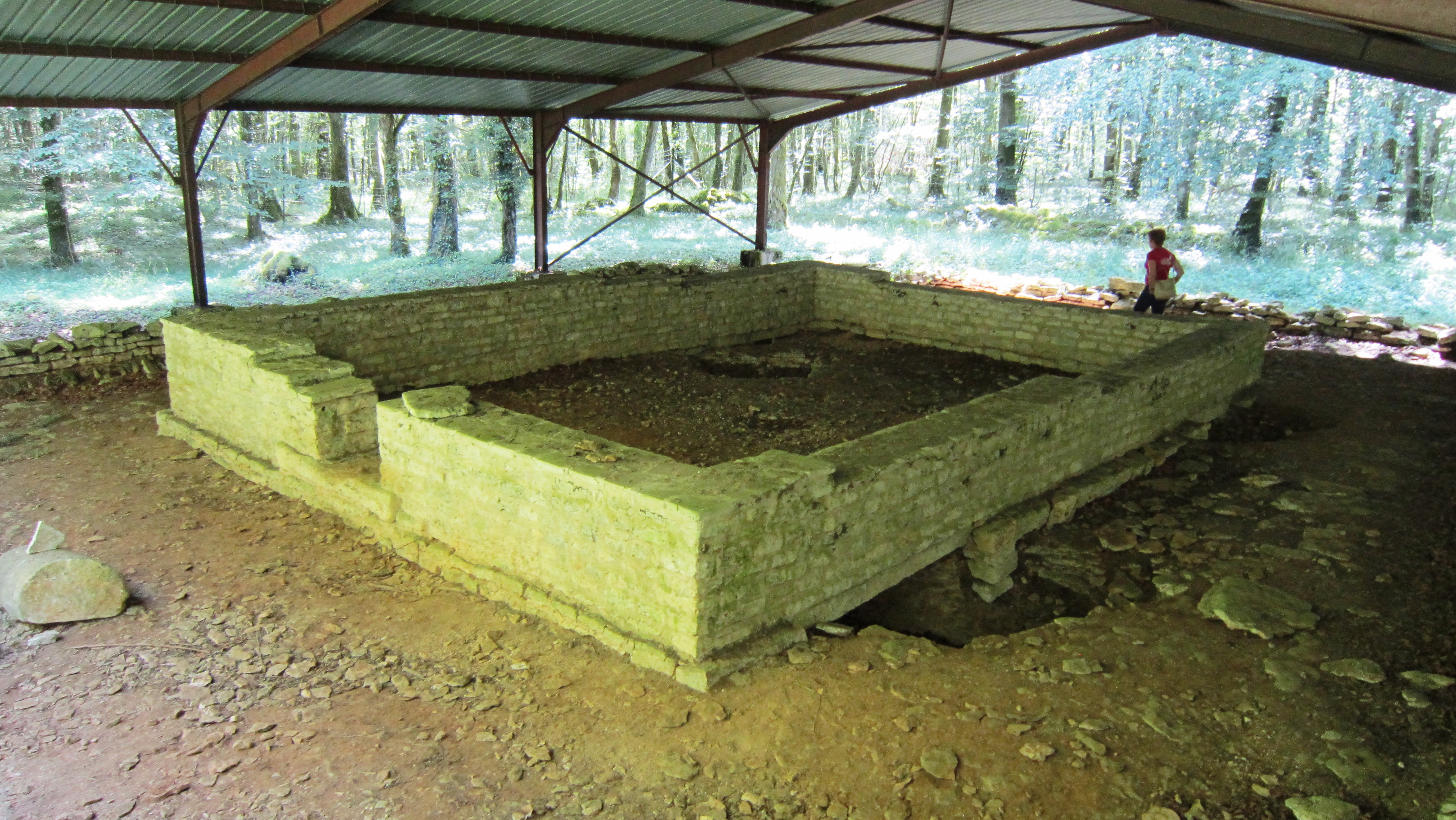
Le fanum du Trembloy

- l'abbaye du Val des Choues,  Inscrit MH (1992)[31] abrite un relais cynégétique de chasse au sanglier et entretient une meute importante de chiens courants.

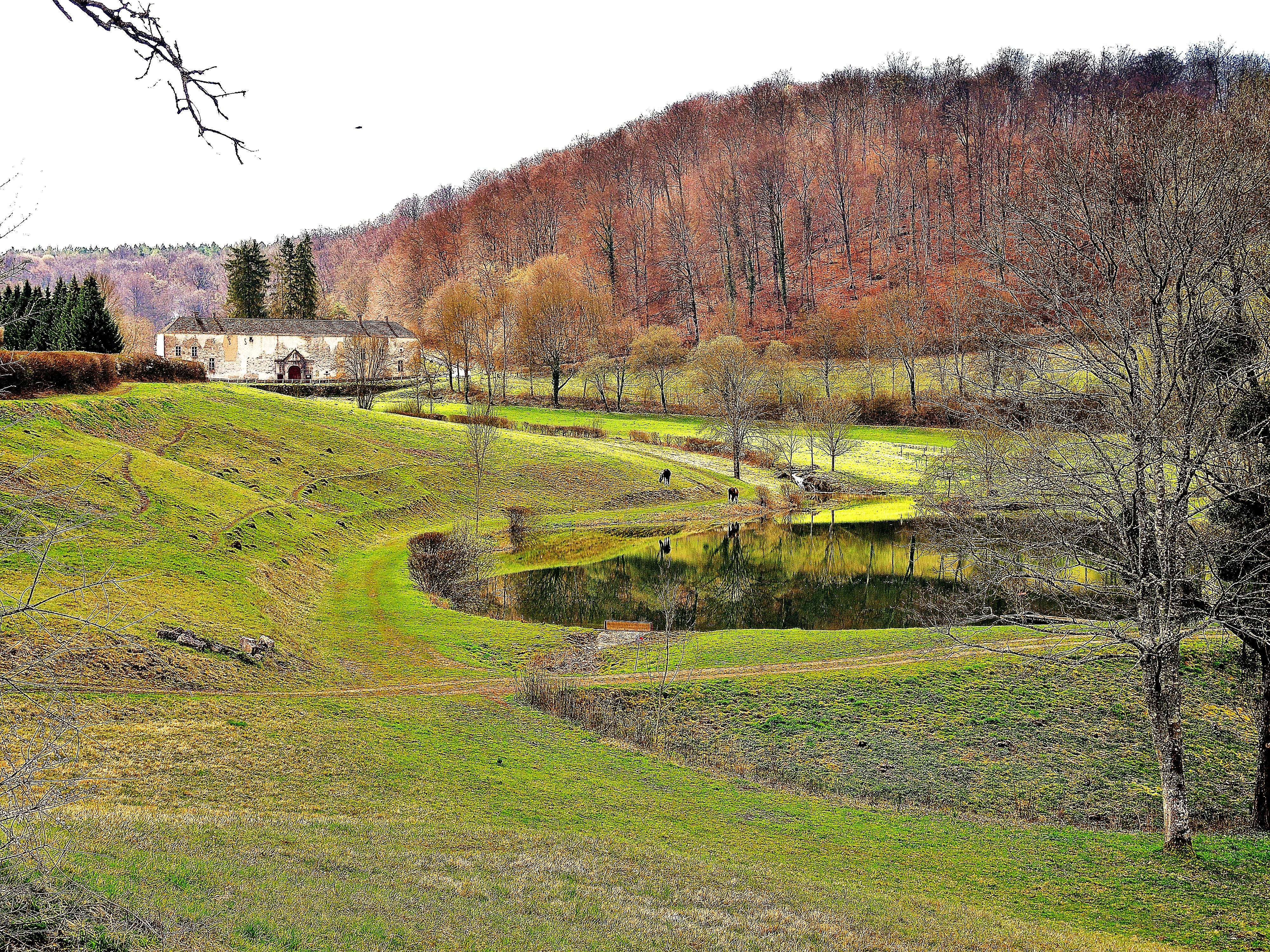
L'abbaye au fond du Val.
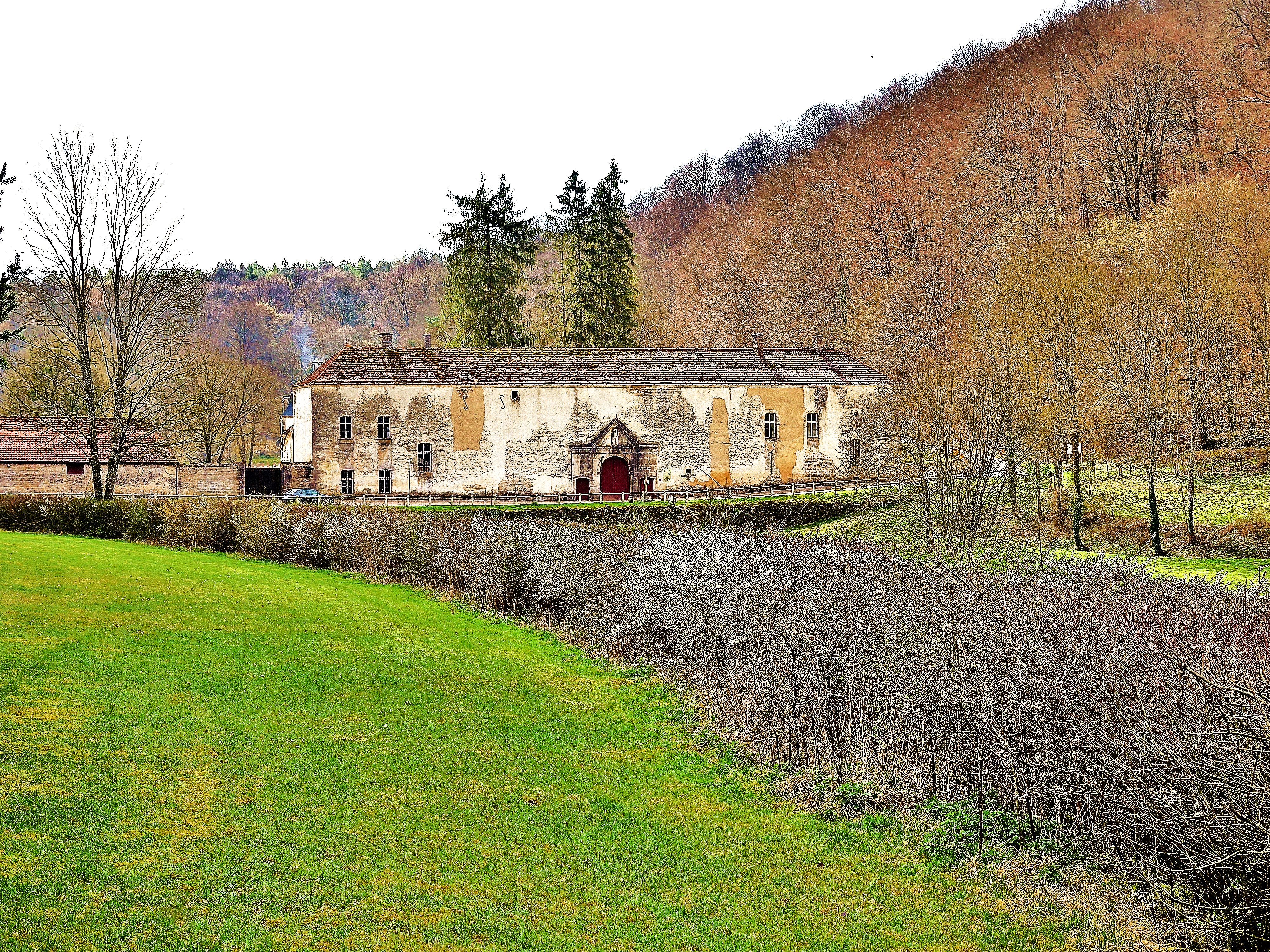
Abbaye du Val des Choues.
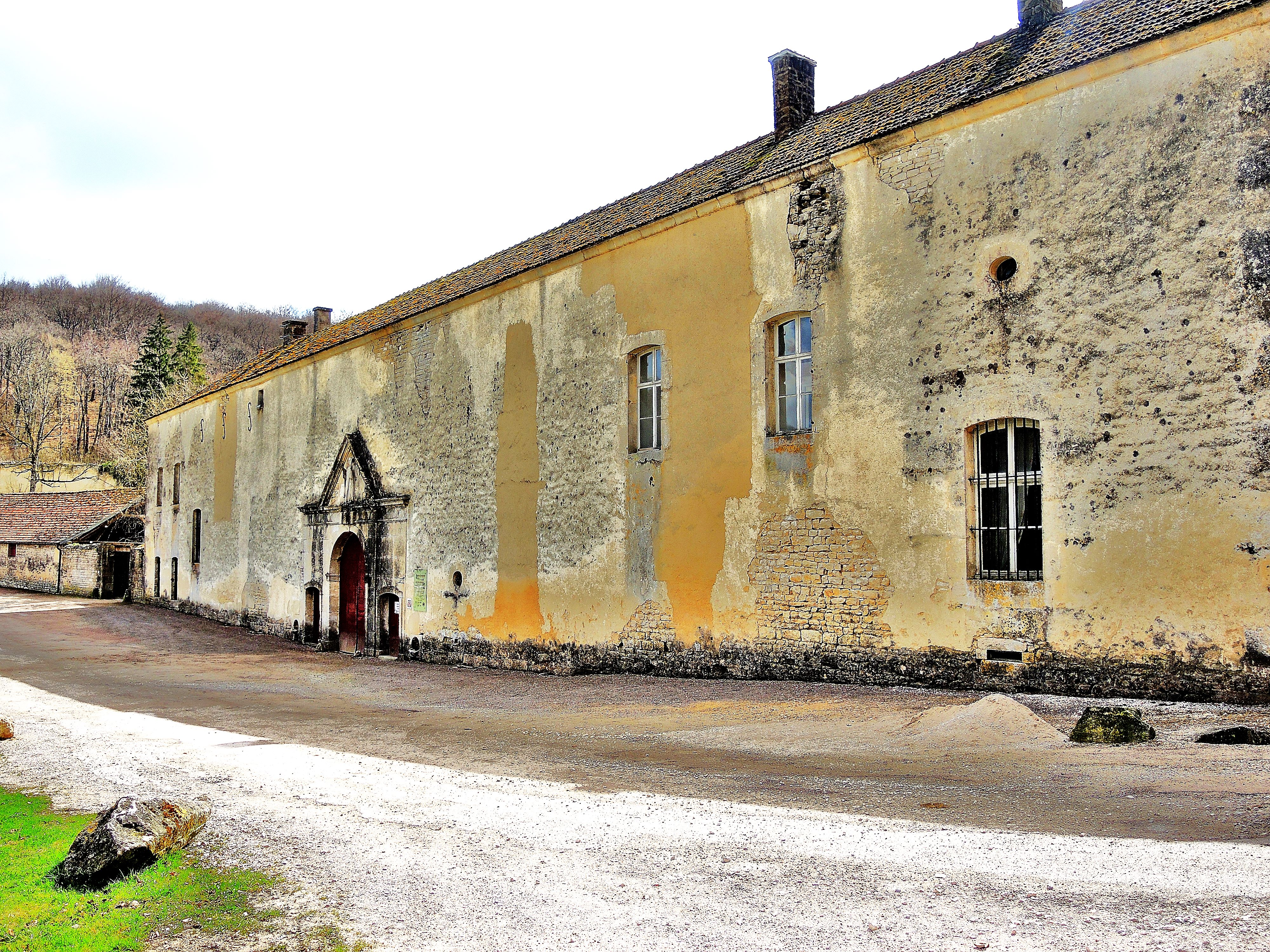
Façade de l'abbaye.
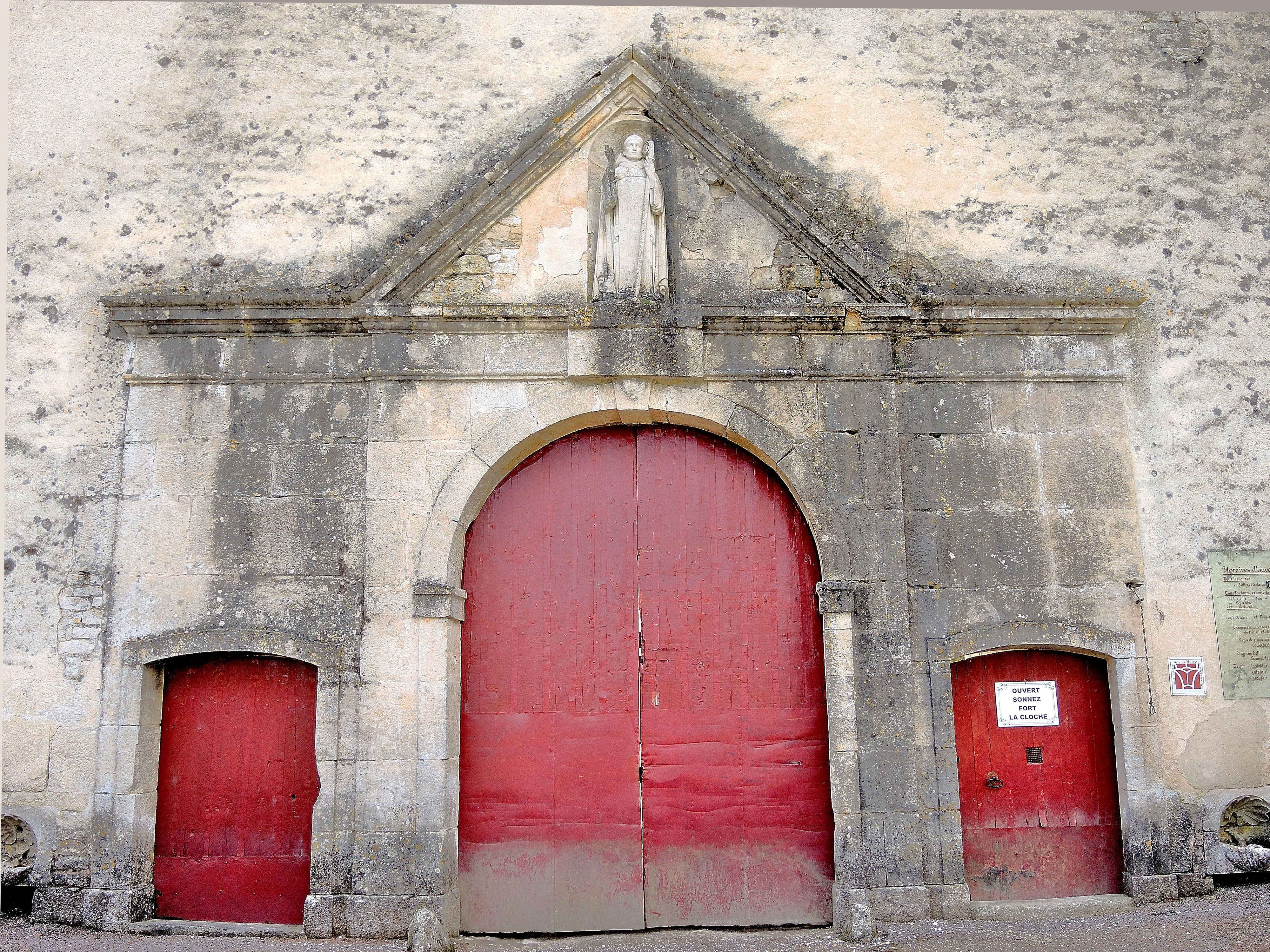
Portail d'entrée.
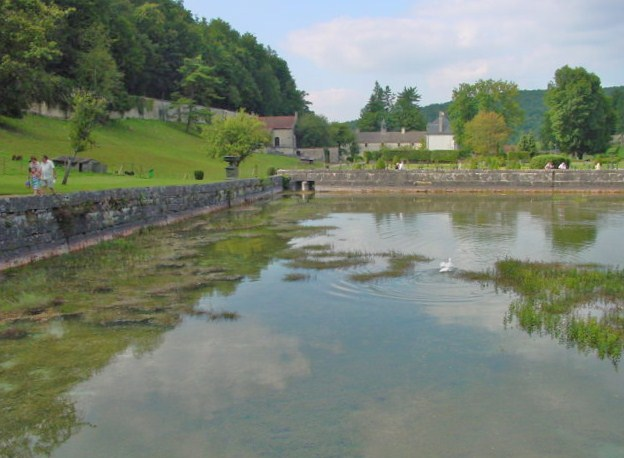
L'abbaye depuis le vivier.
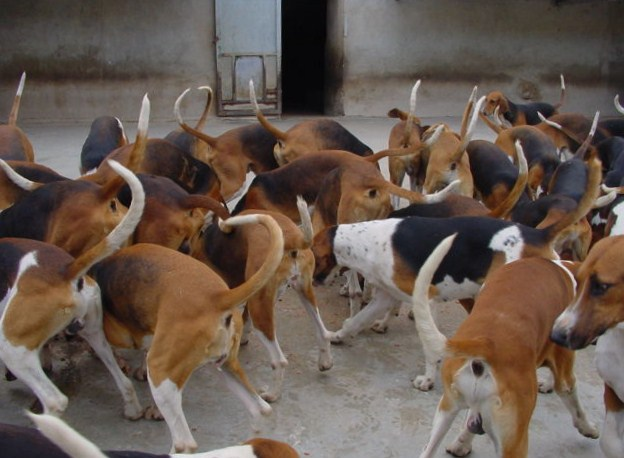
Le repas de la meute.

### Personnalités liées à la commune
- Famille Morel de Villiers[Note 3] : c'est Claude Morel appartenant à une ancienne famille de Châtillon-sur-Seine, qui, anobli en 1755 par la charge de « Président trésorier de France en la généralité de Bourgogne et de Bresse », a acquis les seigneuries de Villiers-le-Duc et de Vanvey ; ses descendants à la 8e génération sont toujours propriétaires du château :
- Roger de Villiers (1887-1958), sculpteur et ancien maire ;
- François de Villiers, son fils, architecte et ancien maire.

### Héraldique
| Blason de Villiers-le-Duc | Blason  | D'azur au chêne arraché englanté d'or, au chef parti au I d'azur semé de fleurs de lys d'or à la bordure componée d'argent et de gueules, au II bandé d'or et d'azur de six pièces à la bordure de gueules. |
| Blason de Villiers-le-Duc | Détails | Le statut officiel du blason reste à déterminer. |